# Jelisaweta Semjonowna Sandunowa

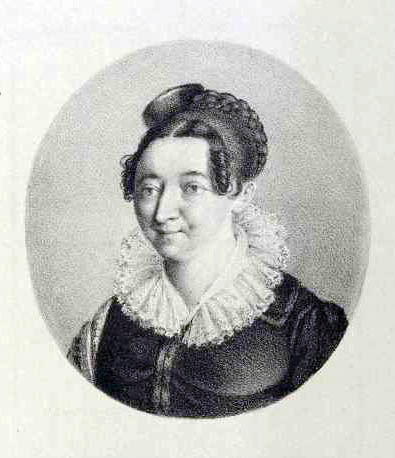
Jelisaweta Semjonowna Sandunowa

Jelisaweta Semjonowna Sandunowa geb. Uranowa (russisch Елизавета Семёновна Сандунова урождённая Уранова; * 1772; † 3. Dezemberjul. / 15. Dezember 1826greg. in Moskau) war eine russische Schauspielerin und Opernsängerin.

## Leben
Jelisaweta absolvierte die St. Petersburger Theaterhochschule. Ihre Gesanglehrer waren Giovanni Paisiello, Vicente Martín y Soler und Giuseppe Sarti. Die dramatische Kunst studierte sie unter der Leitung von Iwan Dmitrewski. Ab 1790 stand sie auf der Bühne. Sie hatte nicht nur eine außerordentlich schöne Stimme (lyrisch-dramatischer Sopran/Mezzosopran), sondern war auch ausdrucksstarke Schauspielerin.
Weit bekannt wurde Jelisaweta durch die Geschichte ihrer Heirat. Graf Alexander Besborodko beabsichtigte ein Verhältnis mit ihr und verhinderte zunächst ihre Heirat mit Sila Sandunow, Schauspieler und Unternehmer, Bruder des Juristen Nikolai Sandunow und Gründer der Moskauer Sandunow-Bäder. Darauf wandte sich Jelisaweta nach einem Auftritt im St. Petersburger Eremitage-Theater direkt an Kaiserin Katharina II. mit der Bitte um Hilfe. Die Kaiserin entließ die Theaterdirektoren A. W. Chropowizki und Soimonow, die die Augen vor Besborodkos Ansprüchen verschlossen hatten. Nun wurden Jelisaweta und Sila Sandunow am 14. Februarjul. / 25. Februar 1791greg. in der Hofkirche getraut im Beisein der Kaiserin, die Jelisaweta den Jungfernkranz abnahm. Diese Geschichte ging in Alexander Puschkins Roman Die Hauptmannstochter ein.
1794 siedelten die Sandunows nach Moskau über. Jelisawetas beste Rolle auf der Moskauer Bühne war die Bojarentochter Nastasja in der Oper Weihnachten in der alten Zeit des Tschechen Franz Xaver Blyma. Besonders bejubelt wurde ihr Auftritt 1812 in dieser Rolle.
Nach dem Krieg 1812 kehrten die Sandunows 1813 nach St. Petersburg zurück. Hier war Jelisawetas beste Rolle die Delia in der Oper La vestale von Gaspare Spontini. Sie sang die Lesta in Das Donauweibchen von Ferdinand Kauer und die
Königin der Nacht in Mozarts Die Zauberflöte. Für die komische Rolle in Mozarts La clemenza di Tito gewann sie den noch unbekannten Wassili Rjasanzew. Auch sang sie russische Volkslieder in Konzerten.